# 源隆俊
源 隆俊（みなもと の たかとし）は、平安時代中期から後期にかけての公卿。醍醐源氏高明流、権大納言・源隆国の長男。官位は正二位・権中納言。

## 経歴
後一条朝末の長元8年（1035年）従五位下に叙爵し、長暦2年（1038年）左兵衛佐に任官する。長暦4年（1040年）従五位上・右近衛権少将に叙任されると、長久2年（1041年）正五位下、長久4年（1043年）従四位下、寛徳元年（1044年）従四位上、寛徳2年（1045年）左近衛権中将、永承元年（1046年）右近衛権中将、永承4年（1049年）正四位下と後朱雀朝から後冷泉朝前半にかけて近衛次将を務めながら昇進する。
永承6年（1051年）蔵人頭（頭中将）に任ぜられると、康平2年（1059年）参議に任ぜられ公卿に列した。参議任官と同時に近衛中将を止められ、康平4年（1061年）には右大弁を兼ねたほか、修理権大夫を兼帯した。
康平8年（1065年）上﨟参議4名（藤原祐家・源顕房・藤原経季・源資綱）を超えて、正三位・権中納言に昇進。翌治暦2年（1066年）皇后宮権大夫に任ぜられると、没するまでの約10年に亘って後冷泉天皇后・藤原寛子に仕えた。後三条朝の延久3年（1071年）正二位に至る。
承保2年（1075年）3月13日に出家、薨去。享年51。最終官位は権中納言正二位兼太皇太后宮大夫。没後、太皇太后宮大夫の官職は存命であった父の源隆国が継いだ。

## 官歴
『公卿補任』による。
- 長元8年（1035年） 正月7日：従五位下（延喜御後）
- 長暦2年（1038年） 正月29日：紀伊権守。6月：左兵衛佐
- 長暦4年（1040年） 正月5日：従五位上（佐）。正月25日：右近衛権少将、権守如元[1]
- 長久2年（1041年） 正月5日：正五位下（祐子内親王御給）。正月23日：近江権介[1]
- 長久3年（1042年） 正月14日：五位蔵人
- 長久4年（1043年） 正月6日：従四位下（少将）[1]。正月9日：昇殿
- 寛徳元年（1044年） 12月16日：従四位上（上東門院御給）
- 寛徳2年（1045年） 正月16日：止昇殿、聴東宮殿上。3月26日：昇殿。10月23日：左近衛権中将[1]
- 永承元年（1046年） 4月14日：右近衛権中将[1]
- 永承3年（1048年） 正月28日：兼近江介[1]
- 永承4年（1049年） 2月5日：正四位下（上東門院御給）
- 永承6年（1051年） 11月5日：蔵人頭
- 永承7年（1052年） 2月16日：兼修理権大夫、止近江介[1]
- 天喜元年（1053年） 正月27日：兼伊予介
- 天喜4年（1056年） 2月3日：周防権介[1]
- 天喜5年（1057年） 2月30日：周防権守
- 康平2年（1059年） 2月13日：参議、権大夫権守如元
- 康平4年（1061年） 正月6日：従三位（造宮追賞）。2月28日：兼備前権守。12月8日：兼右大弁
- 康平5年（1062年） 正月30日：兼近江権守
- 康平8年（1065年） 正月5日：正三位（大弁労）。12月8日：権中納言
- 治暦2年（1066年） 12月8日：皇后宮権大夫（皇后・藤原寛子）
- 治暦3年（1067年） 2月6日：兼治部卿。10月5日：従二位（行幸平等院賞）
- 治暦4年（1068年） 4月17日：中宮権大夫（中宮・藤原寛子）
- 延久元年（1069年） 7月3日：皇太后宮権大夫（皇太后・藤原寛子）
- 延久3年（1071年） 8月28日：正二位（天皇自四条宮入御新造内裏、大夫賞）
- 延久5年（1073年） 7月21日：皇太后宮大夫（皇太后・藤原寛子）
- 承保元年（1074年） 6月20日：太皇太后宮大夫（太皇太后・藤原寛子）
- 承保2年（1075年） 3月13日：出家、薨去（権中納言正二位兼太皇太后宮大夫）

## 系譜
- 父：源隆国
- 母：源経頼娘
- 生母不明の子女
  - 男子：源俊実（1046-1119）
  - 女子：源隆子（1044-1089） - 源顕房正室